# Drahlín
Drahlín település Csehországban, a Příbrami járásban. Drahlín Obecnice, Sádek és Lhota u Příbramě településekkel határos. Lakosainak száma 572 fő (2024. január 1.).

## Népesség
A település lakosságának változását az alábbi diagram mutatja:
| Lakosok száma | 752  | 861  | 734  | 507  | 420  | 500  | 543  | 549  | 552  | 572  |
|               | 1869 | 1890 | 1921 | 1950 | 1980 | 2001 | 2017 | 2019 | 2022 | 2024 |